# 地主敏夫
地主 敏夫（じぬし としお、Peter Toshio Jinushi, 1930年9月20日 - 2021年5月4日）は、日本のカトリック教会聖職者。カトリック札幌司教区第2代司教を務めた。洗礼名は「ペトロ」。

## 経歴
1930年9月20日、札幌市生まれ。幼少時に北一条教会で受洗。当初は母と電車で北一条教会に通っていたが、小学校1年生終わりのころから円山教会に自転車で通い、2年生時に初聖体を受ける。
1960年3月20日に司祭に叙階後、同年4月に北26条教会に助任司祭として赴任。。札幌教区司教館本部に勤務9年後、ローマに8年留学。ローマ留学中、創立のために土地を入手した月寒教会の主任に任命されたものの、帰国出来ずに幻の主任司祭となった。
1978年から1988年まで円山教会主任司祭を担当。1987年10月3日、富澤孝彦司教の定年による引退による後任として 、札幌司教に任命。1988年1月15日、東京大司教区白柳誠一大司教主司式により札幌パークホテルで司教に叙階。
2009年11月17日、定年となる75歳から4年後に辞任が受理され、新潟教区菊地功司教が同教区兼任のまま札幌教区管理者に任命された。
2021年5月4日、腸ヘルニア治療のために入院していた札幌厚生病院にて死去。90歳没。